# Llista d'asteroides/182001-182100
| Nom      | Designació provisional | Data de descobriment   | Lloc de descobriment | Descobridor/s |
| -------- | ---------------------- | ---------------------- | -------------------- | ------------- |
| 182001 - | 1999 WQ23              | 17 de novembre de 1999 | Kitt Peak            | Spacewatch    |
| 182002 - | 1999 XV7               | 4 de desembre de 1999  | Oaxaca               | J. M. Roe     |
| 182003 - | 1999 XE14              | 5 de desembre de 1999  | Socorro              | LINEAR        |
| 182004 - | 1999 XK17              | 7 de desembre de 1999  | Socorro              | LINEAR        |
| 182005 - | 1999 XR26              | 6 de desembre de 1999  | Socorro              | LINEAR        |
| 182006 - | 1999 XJ45              | 7 de desembre de 1999  | Socorro              | LINEAR        |
| 182007 - | 1999 XR48              | 7 de desembre de 1999  | Socorro              | LINEAR        |
| 182008 - | 1999 XE69              | 7 de desembre de 1999  | Socorro              | LINEAR        |
| 182009 - | 1999 XZ122             | 7 de desembre de 1999  | Catalina             | CSS           |
| 182010 - | 1999 XT133             | 12 de desembre de 1999 | Socorro              | LINEAR        |
| 182011 - | 1999 XL159             | 8 de desembre de 1999  | Socorro              | LINEAR        |
| 182012 - | 1999 XY218             | 15 de desembre de 1999 | Kitt Peak            | Spacewatch    |
| 182013 - | 1999 XR225             | 13 de desembre de 1999 | Kitt Peak            | Spacewatch    |
| 182014 - | 1999 XC226             | 14 de desembre de 1999 | Kitt Peak            | Spacewatch    |
| 182015 - | 1999 XH248             | 6 de desembre de 1999  | Socorro              | LINEAR        |
| 182016 - | 1999 XF255             | 12 de desembre de 1999 | Kitt Peak            | Spacewatch    |
| 182017 - | 1999 YO7               | 27 de desembre de 1999 | Kitt Peak            | Spacewatch    |
| 182018 - | 1999 YA8               | 27 de desembre de 1999 | Kitt Peak            | Spacewatch    |
| 182019 - | 1999 YF14              | 31 de desembre de 1999 | Kitt Peak            | Spacewatch    |
| 182020 - | 1999 YZ16              | 31 de desembre de 1999 | Kitt Peak            | Spacewatch    |
| 182021 - | 2000 AU5               | 4 de gener de 2000     | Kitt Peak            | Spacewatch    |
| 182022 - | 2000 AD27              | 3 de gener de 2000     | Socorro              | LINEAR        |
| 182023 - | 2000 AG27              | 3 de gener de 2000     | Socorro              | LINEAR        |
| 182024 - | 2000 AB90              | 5 de gener de 2000     | Socorro              | LINEAR        |
| 182025 - | 2000 AV100             | 5 de gener de 2000     | Socorro              | LINEAR        |
| 182026 - | 2000 AQ113             | 5 de gener de 2000     | Socorro              | LINEAR        |
| 182027 - | 2000 AJ145             | 6 de gener de 2000     | Socorro              | LINEAR        |
| 182028 - | 2000 AL194             | 8 de gener de 2000     | Socorro              | LINEAR        |
| 182029 - | 2000 BV4               | 21 de gener de 2000    | Socorro              | LINEAR        |
| 182030 - | 2000 BJ7               | 29 de gener de 2000    | Socorro              | LINEAR        |
| 182031 - | 2000 BJ13              | 29 de gener de 2000    | Kitt Peak            | Spacewatch    |
| 182032 - | 2000 BN13              | 29 de gener de 2000    | Kitt Peak            | Spacewatch    |
| 182033 - | 2000 CJ15              | 2 de febrer de 2000    | Socorro              | LINEAR        |
| 182034 - | 2000 CS21              | 2 de febrer de 2000    | Socorro              | LINEAR        |
| 182035 - | 2000 CY38              | 3 de febrer de 2000    | Socorro              | LINEAR        |
| 182036 - | 2000 CV43              | 2 de febrer de 2000    | Socorro              | LINEAR        |
| 182037 - | 2000 CE52              | 2 de febrer de 2000    | Socorro              | LINEAR        |
| 182038 - | 2000 CL64              | 3 de febrer de 2000    | Socorro              | LINEAR        |
| 182039 - | 2000 CR67              | 1 de febrer de 2000    | Kitt Peak            | Spacewatch    |
| 182040 - | 2000 CD72              | 7 de febrer de 2000    | Kitt Peak            | Spacewatch    |
| 182041 - | 2000 CX73              | 7 de febrer de 2000    | Kitt Peak            | Spacewatch    |
| 182042 - | 2000 CE88              | 4 de febrer de 2000    | Socorro              | LINEAR        |
| 182043 - | 2000 CH96              | 11 de febrer de 2000   | Kitt Peak            | Spacewatch    |
| 182044 - | 2000 CV109             | 5 de febrer de 2000    | Kitt Peak            | M. W. Buie    |
| 182045 - | 2000 CC131             | 3 de febrer de 2000    | Kitt Peak            | Spacewatch    |
| 182046 - | 2000 CL147             | 11 de febrer de 2000   | Socorro              | LINEAR        |
| 182047 - | 2000 CE149             | 8 de febrer de 2000    | Kitt Peak            | Spacewatch    |
| 182048 - | 2000 DU16              | 29 de febrer de 2000   | Socorro              | LINEAR        |
| 182049 - | 2000 DY36              | 29 de febrer de 2000   | Socorro              | LINEAR        |
| 182050 - | 2000 DF40              | 29 de febrer de 2000   | Socorro              | LINEAR        |
| 182051 - | 2000 DP47              | 29 de febrer de 2000   | Socorro              | LINEAR        |
| 182052 - | 2000 DD49              | 29 de febrer de 2000   | Socorro              | LINEAR        |
| 182053 - | 2000 DM61              | 29 de febrer de 2000   | Socorro              | LINEAR        |
| 182054 - | 2000 DG89              | 26 de febrer de 2000   | Kitt Peak            | Spacewatch    |
| 182055 - | 2000 DA92              | 27 de febrer de 2000   | Kitt Peak            | Spacewatch    |
| 182056 - | 2000 DD93              | 28 de febrer de 2000   | Socorro              | LINEAR        |
| 182057 - | 2000 DY103             | 29 de febrer de 2000   | Socorro              | LINEAR        |
| 182058 - | 2000 DN108             | 29 de febrer de 2000   | Socorro              | LINEAR        |
| 182059 - | 2000 DQ114             | 28 de febrer de 2000   | Kitt Peak            | Spacewatch    |
| 182060 - | 2000 DL116             | 25 de febrer de 2000   | Catalina             | CSS           |
| 182061 - | 2000 EU3               | 3 de març de 2000      | Socorro              | LINEAR        |
| 182062 - | 2000 ET15              | 3 de març de 2000      | Kitt Peak            | Spacewatch    |
| 182063 - | 2000 EZ55              | 5 de març de 2000      | Socorro              | LINEAR        |
| 182064 - | 2000 EC79              | 5 de març de 2000      | Socorro              | LINEAR        |
| 182065 - | 2000 EH154             | 6 de març de 2000      | Haleakala            | NEAT          |
| 182066 - | 2000 EF159             | 3 de març de 2000      | Socorro              | LINEAR        |
| 182067 - | 2000 FS7               | 29 de març de 2000     | Socorro              | LINEAR        |
| 182068 - | 2000 FX54              | 30 de març de 2000     | Kitt Peak            | Spacewatch    |
| 182069 - | 2000 GR27              | 5 d'abril de 2000      | Socorro              | LINEAR        |
| 182070 - | 2000 GC47              | 5 d'abril de 2000      | Socorro              | LINEAR        |
| 182071 - | 2000 GJ67              | 5 d'abril de 2000      | Socorro              | LINEAR        |
| 182072 - | 2000 GX81              | 7 d'abril de 2000      | Socorro              | LINEAR        |
| 182073 - | 2000 GZ81              | 7 d'abril de 2000      | Socorro              | LINEAR        |
| 182074 - | 2000 GC119             | 3 d'abril de 2000      | Kitt Peak            | Spacewatch    |
| 182075 - | 2000 GM119             | 3 d'abril de 2000      | Kitt Peak            | Spacewatch    |
| 182076 - | 2000 GH130             | 5 d'abril de 2000      | Kitt Peak            | Spacewatch    |
| 182077 - | 2000 GA131             | 7 d'abril de 2000      | Kitt Peak            | Spacewatch    |
| 182078 - | 2000 GS170             | 5 d'abril de 2000      | Anderson Mesa        | LONEOS        |
| 182079 - | 2000 HD1               | 24 d'abril de 2000     | Kitt Peak            | Spacewatch    |
| 182080 - | 2000 HA2               | 25 d'abril de 2000     | Kitt Peak            | Spacewatch    |
| 182081 - | 2000 HC2               | 25 d'abril de 2000     | Kitt Peak            | Spacewatch    |
| 182082 - | 2000 HD8               | 27 d'abril de 2000     | Socorro              | LINEAR        |
| 182083 - | 2000 HS51              | 29 d'abril de 2000     | Socorro              | LINEAR        |
| 182084 - | 2000 HL58              | 25 d'abril de 2000     | Anderson Mesa        | LONEOS        |
| 182085 - | 2000 HN59              | 25 d'abril de 2000     | Anderson Mesa        | LONEOS        |
| 182086 - | 2000 HW68              | 29 d'abril de 2000     | Socorro              | LINEAR        |
| 182087 - | 2000 HH81              | 28 d'abril de 2000     | Anderson Mesa        | LONEOS        |
| 182088 - | 2000 HV83              | 30 d'abril de 2000     | Anderson Mesa        | LONEOS        |
| 182089 - | 2000 JK7               | 1 de maig de 2000      | Kitt Peak            | Spacewatch    |
| 182090 - | 2000 JH10              | 4 de maig de 2000      | Socorro              | LINEAR        |
| 182091 - | 2000 JD13              | 6 de maig de 2000      | Socorro              | LINEAR        |
| 182092 - | 2000 JE41              | 6 de maig de 2000      | Socorro              | LINEAR        |
| 182093 - | 2000 JJ43              | 7 de maig de 2000      | Socorro              | LINEAR        |
| 182094 - | 2000 JK68              | 7 de maig de 2000      | Kitt Peak            | Spacewatch    |
| 182095 - | 2000 JX68              | 9 de maig de 2000      | Kitt Peak            | Spacewatch    |
| 182096 - | 2000 JF80              | 6 de maig de 2000      | Kitt Peak            | Spacewatch    |
| 182097 - | 2000 KV11              | 28 de maig de 2000     | Socorro              | LINEAR        |
| 182098 - | 2000 KO31              | 28 de maig de 2000     | Socorro              | LINEAR        |
| 182099 - | 2000 KJ49              | 30 de maig de 2000     | Kitt Peak            | Spacewatch    |
| 182100 - | 2000 KX52              | 25 de maig de 2000     | Anderson Mesa        | LONEOS        |